# Telesistema 11
Telesistema Dominicano Canal 11 est une chaîne de télévision qui diffuse son signal de Saint-Domingue, République dominicaine pour l'ensemble du pays travers la chaîne 11.